# Fart

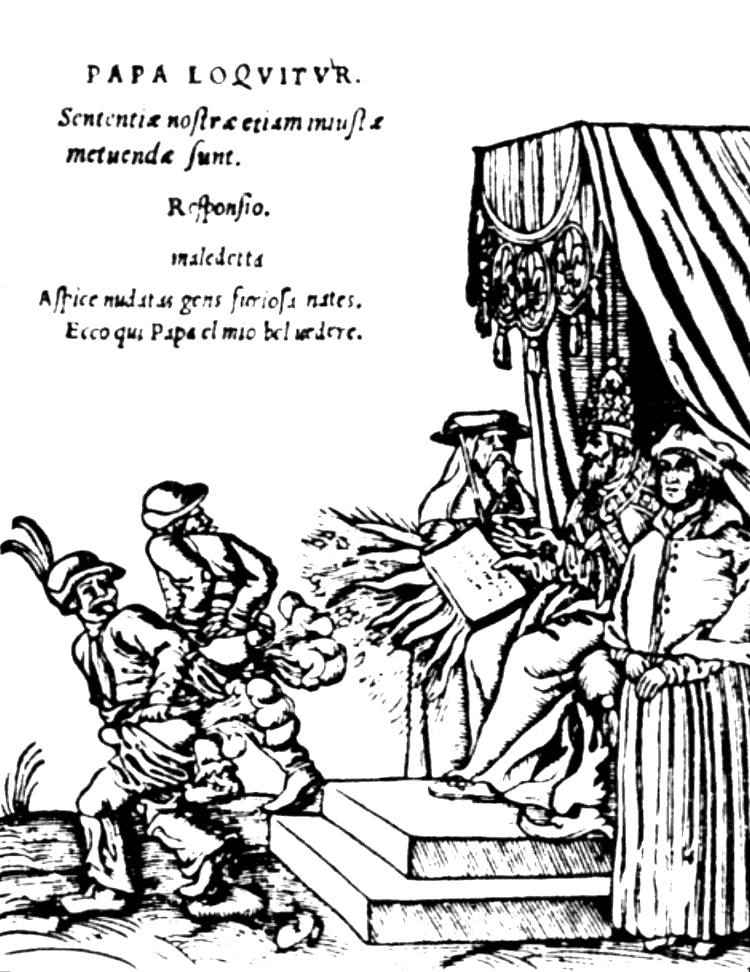

Fart (англ. пердёж или англ. пердеть) — разговорное английское слово, обозначающее метеоризм, может являться существительным или глаголом. Корни этого слова исходят из средневековых английских слов ferten, feortan и farten, являющиеся родственными для старогерманского слова ferzan. Однокоренные слова встречаются в старонорвежском, славянском, греческом языках и санскрите.

## Этимология
Английское слово fart одно из самых старых слов в английском словаре. Его индоевропейское происхождение подтверждается родственными словами в других индоевропейских языках: греческое слово πέρδομαι, латинское pēdĕre, санскритское pardate, авестийское pərəδaiti, итальянское pettare, французское péter, русское пердеть и польское слово pierd << PIE *perd [издавать громкий ветер] или *pezd [то же самое, но мягче], каждое из которых означает одно и то же. Подобно большинству индоевропейских корней в германских языках, которые были изменены законом Гримма, поэтому индоевропейское /p/ > /f/, and /d/ > /t/ аналогично немецкому furzen.

## Непристойность слова

Знак, означающий пердёжный юмор.

В определённых кругах слово часто воспринимается в качестве юмористического. Например, человека могут назвать old fart (старый пердун) вне зависимости от его возраста.

### Исторические примеры
Слово fart в средневековом английском языке употребляется в рассказе «Sumer Is Icumen In», где одним из символов лета является «bucke uerteþ» (пердящий олень). Он появляется в нескольких Кентерберийских рассказах Джеффри Чосера. В «Повести Мельника» Элисон обманывает влюблённого в неё Абсолона, просовывая свои ягодицы из окна, так что он в темноте, ожидая поцеловать её в лицо, целует её анус. Её друг Николас просовывает свои ягодицы из окна, желая подшутить над ним ещё раз, чтобы Абсолон по ошибке поцеловал теперь их, а затем пердит в лицо своего соперника. Но Абсолон не целует его ягодицы, а прижигает их раскалённой сошкой, одолженной у кузнеца. В «Повести призывателей» монахи будут получать запах пердежа через двенадцатиспицывное колесо.
В начале современного периода слово fart не являлось особенно непристойным и даже встречалось в литературных произведениях. Например, Словарь английского языка Сэмюэл Джонсона, изданный в 1755 году, содержал данное слово. Джонсон поставил его с двумя стихами: одно Джонатана Свифта и второе — сэра Джона Саклинга.
В 1781 году Бенджамин Франклин для Королевской Академии Брюсселя подготовил сочинение Гордый пердун, призывая к научным исследованиям. В 1607 году группа членов парламента написала стихотворение под названием Пердун в парламенте, как символический протест против консерватизма в Палате лордов и короля Англии Якова I.

### Современное использование слова
В начале XX века слово «fart» в большинстве англоговорящих культур стало считаться вульгарным. В то время, когда ещё не было списка семи грязных слов английского языка Джорджа Карлина, позднее отметившего, что слово fart надо добавить в список слов, неприемлемых для вещания в любом контексте (даже когда это не имеет грубого значения), описав телевидение (на тот момент) как «зону без пердежа». Томас Вулф в своём произведении Взгляни на дом свой, ангел, изданном в 1929 году, употребил фразу a fizzing and sulphuric fart (шипящий и серный пердёж). Эрнест Хемингуэй, находящийся в этом же издательстве, решил, что слово fart следовало бы убрать из произведений, так как никто не должен его использовать для шокирования читателя.
В результате рифмованного сленга появилась альтернативная форма Raspberry Tart (малиновый пирог), который позднее был сокращён до Raspberry, а затем до Razz. Это понятие было взаимосвязано с фразой blowing a raspberry (дуть малину). Слово становится всё более распространённым, также нередко встречаясь в детской литературе, такой как серия детских книг Walter the Farting Dog, Good Families Don’t Роберта Манша и The Gas We Pass.
В соответствии с Алфавитом мужественности присвоение вины за пердёж является частью ритуального поведения. Это может быть, например, вовлечение в обман или пердёжный юмор.
Слово fart используется не только во множестве выражений, но и участвует в образовании новых слов. Примером такого новообразования является слово shart, появившееся в английском языке в XXI веке. Это слово, являющееся сочетанием слов shit и fart, получило распространение благодаря голливудским фильмам.